# Білобожницька сільська рада
[Архівовано 23 серпня 2018 у Wayback Machine.]</ref>
| вебсторінка         =
}}

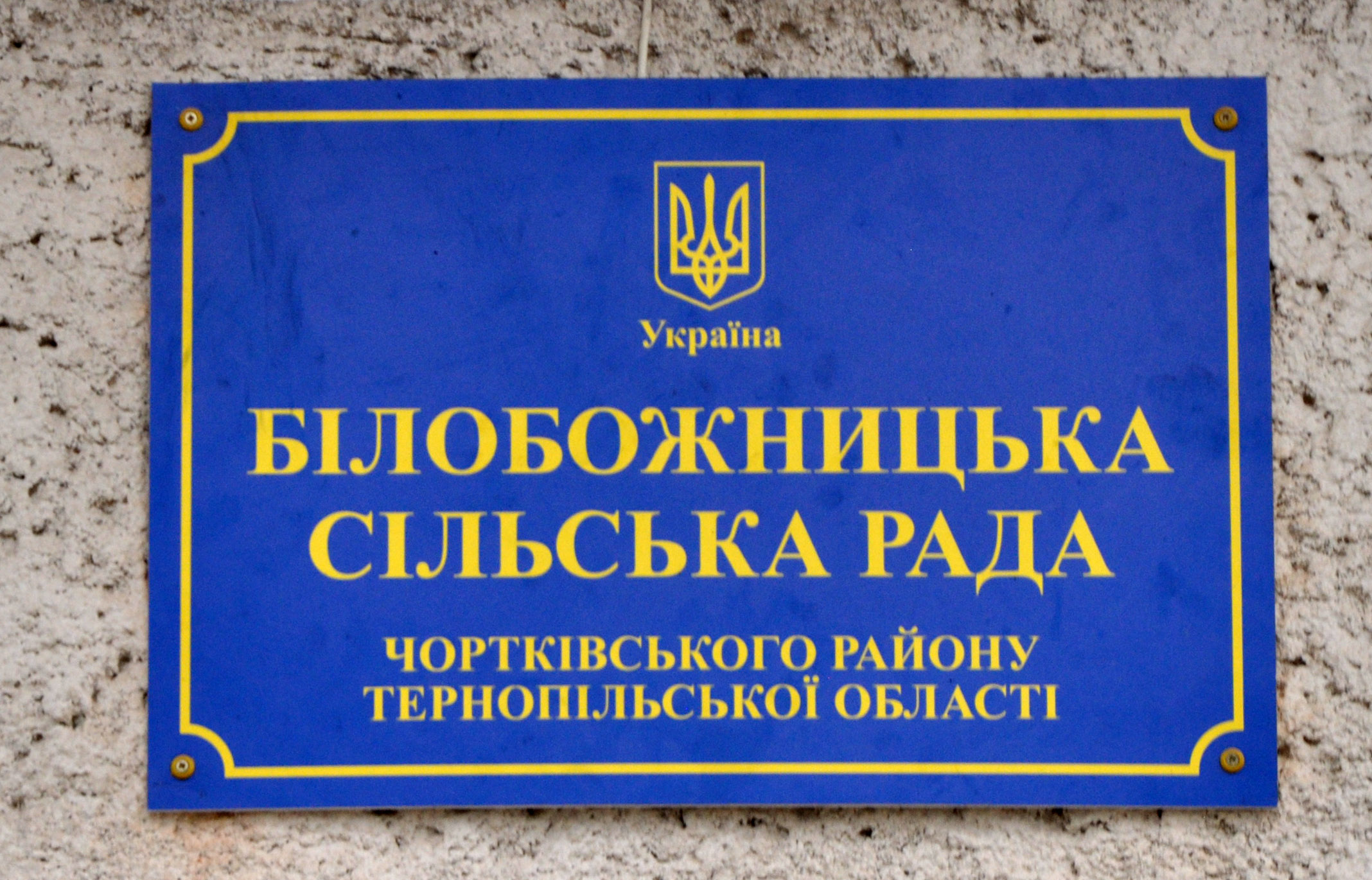
Вивіска

Білобо́жницька сільська́ ра́да — орган місцевого самоврядування Білобожницької сільської громади в Чортківському районі Тернопільської області. Адміністративний центр — с. Білобожниця.
Площа ради — 272,1 км², населення — 10 977 осіб (2020).

## Старостинські округи
| Назви старостинських округів | Населені пункти                   | Старости                                                        |
| ---------------------------- | --------------------------------- | --------------------------------------------------------------- |
| Базарський                   | с. Базар                          | Іван Мотузишин (з 3 грудня 2020)                                |
| Буданівський                 | с. Буданів, с. Папірня            | Андрій Дембіцький (з 3 грудня 2020)                             |
| Джуринський                  | с. Джурин, с. Джуринська Слобідка | Віталій Керничний (з 3 грудня 2020)                             |
| Звиняцький                   | с. Звиняч, с. Скомороше           | Надія Безушко (з 3 грудня 2020)                                 |
| Косівський                   | с. Косів                          | Андрій Бідочко (з 3 грудня 2020)                                |
| Палашівський                 | с. Палашівка, с. Криволука        | Нестор Слободян (з 3 грудня 2020)                               |
| Полівецький                  | с. Полівці                        | -                                                               |
| Ридодубівський               | с. Ридодуби, с. Білий Потік       | Ярослав Огаль (з 3 грудня 2020)                                 |
| Ромашівський                 | с. Ромашівка                      | Зеновій Кубик (4 березня 2018 — 5 грудня 2020, з 3 грудня 2020) |

## Історія
Перша сільська рада розпочала свою діяльність у вересні 1939 року.
У квітні 1944 року після визволення від німецьких загарбників сільська рада відновила свою діяльність.
До 2015 року — адміністративно-територіальна одиниця у Чортківському районі Тернопільської области з територією 33,877 км² та населенням 2 731 осіб.
4 вересня 2015 року стала центром Білобожницької сільської громади.

## Географія
До 2015 року Білобожницька сільська рада межувала з Полівецькою, Джуринською, Косівською, Звиняцькою, Бичківською, Білівською, Староягільницькою, Скородинською сільськими радами — Чортківського району.

## Склад ради
Рада складалася з 23 депутатів та голови.

### Голови ради
| Прізвище, ім'я, по батькові  | Основні відомості | Дата обрання | Дата звільнення |
| ---------------------------- | ----------------- | ------------ | --------------- |
| Чоловський Анатолій Петрович | Сільський голова  | 1990         | 1994            |
| Попіль Євген Миколайович     | Сільський голова  | 1994         | 1998            |
| Матвійків Михайло Михайлович | Сільський голова  | 1998         | 2002            |
| Греськів Ярослав Львович     | Сільський голова  | 2002         | 2006            |
| Греськів Ярослав Львович     | Сільський голова  | 26.03.2006   | 31.10.2010      |
| Греськів Ярослав Львович     | Сільський голова  | 31.10.2010   | 25.10.2015      |
| Греськів Ярослав Львович     | Сільський голова  | 25.10.2015   | 26.11.2020      |
| Шепета Віктор Михайлович     | Сільський голова  | 26.11.2020   |                 |

Примітка: таблиця складена за даними сайту Верховної Ради України

#### Секретарі ради
| Прізвище, ім'я, по батькові | Основні відомості | Дата обрання | Дата звільнення |
| --------------------------- | ----------------- | ------------ | --------------- |
| Суха Ольга Іванівна         | Секретар          | 1990         | 1994            |
| Суха Ольга Іванівна         | Секретар          | 1994         | 1998            |
| Суха Ольга Іванівна         | Секретар          | 1998         | 2002            |
| Суха Ольга Іванівна         | Секретар          | 2002         | 2006            |
| Суха Ольга Іванівна         | Секретар          | 2006         | 2010            |
| Сеньків Ірина Мирославівна  | Секретар          | 2010         | 2015            |
| Сеньків Ірина Мирославівна  | Секретар          | 2015         | 03.12.2020      |
| Задорожна Наталія Василівна | Секретар          | 03.12.2020   |                 |

### Депутати

#### VIII скликання
За результатами місцевих виборів 2020 року депутатами ради стали:
1. Білас Ігор Леонідович
2. Блаженко Андрій Степанович
3. Бобко Ігор Володимирович
4. Бойко Іван Богданович
5. Годинюк Василь Михайлович
6. Голодун Андрій Антонович
7. Горбаль Марія Володимирівна
8. Гулей Василь Михайлович
9. Заверуха Іван Васильович
10. Задорожна Надія Василівна
11. Зарівний Михайло Богданович
12. Керничний Віталій Ярославович
13. Лесик Лідія Антонівна
14. МазурІгор Михайлович
15. Марцинів Богдан Васильович
16. Олійник Василь Михайлович
17. Сеньків Ірина Мирославівна
18. Смеречинська Лідія Ігорівна
19. Ткачук Михайло Васильович
20. Фінковський Любомир Володимирович
21. Штиник Надія Володимирівна
22. Яцків Ольга Омелянівна

#### VII скликання
За результатами місцевих виборів 2015 року депутатами ради стали:
1. Дембіцька Наталія Іванівна
2. Серединський Володимир Євгенович
3. Яворська Світлана Іванівна
4. Мазур Ігор Михайлович
5. Гевко Михайло Степанович
6. Фаріон Михайло Іванович
7. Іваськів Тетяна Петрівна
8. Лучка Олександра Петрівна
9. Черкасова Оксана Степанівна
10. Фінковський Любомир Володимирович
11. Перун Анна Михайлівна
12. Погорецький Орест Степанович
13. Струк Тетяна Ярославівна
14. Білас Ігор Леонідович
15. Марцинів Богдан Васильович
16. Погорецький Степан Романович
17. Зінько Олег Михайлович
18. Лиха Надія Володимирівна
19. Пилипець Ігор Зіновійович
20. Пилипець Іван Зіновійович
21. Сеньків Ірина Мирославівна
22. Лесик Василь Григорович

#### VI скликання
За результатами місцевих виборів 2010 року депутатами ради стали:
1. Крет Володимир Станіславович
2. Скрипник Євген Васильович
3. Яворська Світлана Іванівна
4. Сеньків Ірина Мирославівна
5. Ткач Надія Богданівна
6. Ставнича Наталія Петрівна
7. Кучма Марія Василівна
8. Фаріон Михайло Іванович
9. Дембіцька Наталія Іванівна
10. Черкасова Оксана Степанівна
11. Сенчук Андрій Анатолцйович
12. Стефанишин Анатолій Ярославович
13. Гнатишин Галина Броніславівна
14. Лесик Василь Григорович
15. Погорецький Орест Степанович
16. Святковський Теодозій Михайлович

#### V скликання
За результатами місцевих виборів 2006 року депутатами ради стали:
1. Яворська Світлана Іванівна
2. Матвій Степан Орестович
3. Крет Володимир Станіславович
4. Кушнір Ігор Мирославович
5. Скрипник Євген Васильович
6. Ставнича Наталія Петрівна
7. Юзеньків Галина Зеновіївна
8. Суха Ольга Іванівна
9. Юрків Галина Іванівна
10. Нога Лідія Мар′янівна
11. Сенчук Андрій Анатолійович
12. Затильний Михайло Зіновійович
13. Погорецький Борис Бориславович
14. Гнатишин Галина Броніславівна
15. Димкович Ольга Миронівна
16. Цепла Євгенія Йосипівна

#### IV скликання
За результатами місцевих виборів 2002 року депутатами ради стали:
1. Яворська Світлана Іванівна
2. Стадник Володимир Тарасович
3. Крет Володимир Станіславович
4. Скрипник Євген Васильович
5. Матвій Степан Орестович
6. Матковський Ігор Степанович
7. Суха Ольга Іванівна
8. Юрків Галина Іванівна
9. Олійник Надія Йосипівна
10. Рекрутяк Юрій Петрович
11. Червоний Зіновій Володимирович
12. Савчин Ганна Ільківна
13. Гнатишин Галина Броніславівна
14. Гнатишин Олексій Йосипович
15. Цепла Євгенія Йосипівна

#### III скликання
За результатами місцевих виборів 1998 року депутатами ради стали:
1. Яворська Світлана Іванівна
2. Бачинська Лідія Михайлівна
3. Крет Володимир Станіславович
4. Скрипник Євген Васильович
5. Черкасова Оксана Степанівна
6. Бачинська Данія Львівна
7. Суха Ольга Іванівна
8. Німцук Романія Володимирівна
9. Олійник Надія Йосипівна
10. Серединський Володимир Євгенович
11. Червоний Зіновій Володимирович
12. Гнатишин Зеновій Григорович
13. Шевчук Лідія Петрівна
14. Йосипів Володимир Несторович
15. Цепла Євгенія Йосипівна

#### II скликання
За результатами місцевих виборів 1994 року депутатами ради стали:
1. Грубенюк Євген Степанович
2. Шевчук Василь Дмитрович
3. Матковський Богдан Йосипович
4. Скрипник Євген Васильович
5. Плекан Григорій Петрович
6. Матвійків Михайло Михайлович
7. Церкасов Михайло Олексійович
8. Суха Ольга Іванівна
9. Гевко Михайло Степанович
10. Серединський Володимир Євгенович
11. Мармус Петро Васильович
12. Сусяк Євгенія Володимирівна
13. Джага Віра Степанівна
14. Остапів Петро Михайлович
15. Цепла Євгенія Йосипівна

#### I скликання
За результатами місцевих виборів 1990 року депутатами ради стали:
1. Гречківський Іван Степанович
2. Олійник Микола Олексійович
3. Каськів Ярослав Степанович
4. Чоловський Анатолій Петрович
5. Чернявський Григорій Іванович
6. Черкасов Михайло Олексійович
7. Медведчук Марія Іванівна
8. Савка Олександр Петрович
9. Компанієць Володимир Андрійович
10. Починок Мар′ян Станіславович
11. Добролежа Володимир Федорович
12. Чортній Людмила Федорівна
13. Суха Ольга Іванівна
14. Сеньків Михайло Павлович
15. Стефанишин Мирослава Петрівна
16. Шевчук Василь Дмитрович
17. Леснікова Наталія Григорівна
18. Горобуць Олександр Феофанович
19. Савчин Ганна Ільківна
20. Бакалець Марія Григорівна
21. Сусяк Теодозій Володимирович
22. Домінік Євгенія Володимирівна
23. Кульчицька Марія Львівна
24. Цепла Євгенія Йосипівна